# Fábio Igel
Fábio Igel (* 14. August 1970 in São Paulo) ist ein ehemaliger brasilianischer Skirennläufer. Er startete hauptsächlich in den Speeddisziplinen Abfahrt und Super-G sowie im Riesenslalom.

## Karriere
Fábio Igel bestritt sein erstes Großereignis bei den Weltmeisterschaften 1987 in Crans-Montana. Dort klassierte er sich auf Rang 60 im Super-G, im Riesenslalom schied er aus. Sein bestes Ergebnis bei einem internationalen Großereignis erreichte Igel bei den Weltmeisterschaften 1989 in Vail. Er belegte den 44. Rang in der Kombination.
Igel war Teil der ersten brasilianischen Mannschaft, die an Olympischen Winterspielen teilnahm. 1992 in Albertville nahm er am Riesenslalom teil, trat jedoch nicht mehr zum zweiten Durchgang an.
1996 nahm er zum dritten Mal an einer Alpinen Skiweltmeisterschaft teil, konnte jedoch an die Leistungen aus Vail nicht anschließen. In der Sierra Nevada erreichte er als beste Platzierung den 75. und letzten Rang in der Abfahrt.
Sein letztes internationales Rennen bestritt Igel am 5. September 1997 bei einem Riesenslalom des South American Cups in Las Leñas, danach ist er nicht mehr als Rennläufer in Erscheinung getreten.

## Erfolge

### Olympische Winterspiele
- Albertville 1992: DNS2 Riesenslalom

### Weltmeisterschaften
- Crans-Montana 1987: 60. Super-G, DNF Riesenslalom,
- Vail 1989: 44. Kombination, 51. Abfahrt, 57, Riesenslalom, 82. Super-G, DNF Slalom
- Sierra Nevada 1996: 75. Abfahrt, 78. Super-G

### South American Cup
- 3 Platzierungen unter den besten 30